# Revolution OS
Revolution OS é um documentário do ano de 2001 que trata da história de 20 anos da GNU, Linux, open source, e do movimento software livre.
Dirigido por J. T. S. Moore, o filme mostra entrevistas com os proeminentes hackers e empresários incluindo Richard Stallman, Michael Tiemann, Linus Torvalds, Larry Augustin, Eric S. Raymond, Bruce Perens, Frank Hecker e Brian Behlendorf. 

## Sinopse
O filme começa com imagens de Raymond, uma IPO do Linux, Torvalds, a ideia de Open Source, Perens, Stallman, em seguida, define o estágio histórico nos primeiros dias de hackers e entusiastas de computador quando o código foi compartilhado livremente. Ele discute como a mudança veio em 1978, como Bill Gates, em sua Carta Aberta aos Hobbystas, claramente cutucou os hobbystas a pagar. Stallman relata suas lutas com os fornecedores de software proprietário no MIT Laboratório de Inteligência Artificial, levando a sua saída para se concentrar no desenvolvimento de software livre e o Projeto GNU.
Torvalds descreve o desenvolvimento do kernel Linux, a controvérsia quanto à nomenclatura GNU/Linux, mais a evolução do Linux, e sua comercialização.
Raymond e Stallman esclarecem a filosofia do software livre versus comunismo e capitalismo, bem como as fases de desenvolvimento do Linux.
Michael Tiemann discute encontro com Stallman em 1987, recebendo uma versão inicial do GCC Stallman, e fundou a Cygnus Solutions. 
Larry Augustin descreve combinação GNU software com um PC normal para criar uma estação de trabalho Unix-like, com um terço do preço e duas vezes a potência de uma estação de trabalho Sun. Ele relata suas primeiras relações com o capital de risco, a eventual capitalização e mercantilização do Linux para sua própria empresa, VA Linux, e seu IPO.
Brian Behlendorf, um dos desenvolvedores originais do Apache HTTP Server, explica que ele começou a trocar os patches para o NCSA web server daemon com outros desenvolvedores, o que levou ao lançamento de "a patchy" ("um remendado") webserver, chamado Apache. 
Frank Hecker da Netscape discute os acontecimentos que levaram os executivos da Netscape liberarem o código fonte do navegador Netscape, um dos sinais que os acontecimentos fizeram open source uma força a ser reconhecida pelos executivos de negócios, os principais meios de comunicação e ao público em geral. Este ponto foi validado, ainda mais após o lançamento do filme, como o código fonte do Netscape se tornou o navegador web Firefox, recuperando uma grande percentagem da quota de mercado a partir do Microsoft Internet Explorer.
O filme também documenta o escopo da primeira grande conferência em escala LinuxWorld Summit, com participações de Linus Torvalds e Larry Augustin no palco principal.
Grande parte das filmagens para o filme foram rodadas no Vale do Silício.

## Projeções
O filme apareceu em vários festivais de cinema, incluindo South by Southwest, o Atlanta Film and Video Festival, Boston Film Festival e Denver International Film Festival; que ganhou Melhor Documentário, tanto o Savannah Film and Video Festival  e no Kudzu Film Festival.

## Recepção
Toda a análise observou importância histórica da informação, e aqueles que encontraram notaram altos valores de produção, mas a apresentação da história, sobretudo o serviço, mesmo se assemelha a uma palestra. Ron Wells da Film Threat achou o filme importante, que vale a pena, e bem pensado para explicar os princípios do software livre e os conceitos de código aberto. Observando o fracasso em constituir diante das câmeras qualquer debate com representantes do campo do software proprietário, Wells deu ao filme 4 de 5 estrelas.  TV Guide classificou o filme 3 de 4 estrelas: "surpreendentemente emocionante", "fascinante" e "afiado olhar", com uma boa trilha sonora. Daily Variety viu o filme como "direcionado igualmente ao techno-analfabeto e o esclarecida multidão hacker," educando e batendo em um grupo na cabeça, e canonizando o outro, mas forte o suficiente para uma recomendação "agradável".
Do lado negativo, o New York Times criticou o filme unilateralidade, encontrou sua dependência jargão "bastante denso vão", e não deu nenhuma recomendação.
Internet Reviews achou "um didático e maçante documentário glorificando software anárquico. Indomável contra a Microsoft e Sun. . .", na falta de acompanhamento através da Red Hat e estoque VALinux (em 2007, a 2% do valor de pico), com "lotes cabeças falantes". Toxicuniverse.com observou que "Revolution OS flagrantemente serve como infomercial e propaganda. Farpado retrocesso aos anos sessenta, hacker como Richard Stallman serve como líder espiritual do movimento, enquanto escandinavo Linus Torvalds age como suave engenheiro-chefe comportado (como desenvolvedor do kernel Linux)."
Para Tim Lord, analisando para Slashdot, o filme é interessante e digno de ver, com algumas reservas: é "sobre o crescimento do movimento de software livre, e sua co-opção eventual pelo movimento open source. . . já era suposto ser sobre Linux e sua batalha com a Microsoft, mas o filme é rapidamente invadida por seus participantes". O filme "não tem o ágrafo de documentários: cenas com várias pessoas que são posteriormente analisadas individualmente por cada um dos participantes" (ou, na verdade, muito vai-e-vem em tudo). Linux em si e os seus benefícios são notavelmente ausentes, e, nunca são mostrados qualquer pessoa que use Linux, com exceção de usuários insatisfeitos em uma Installfest". O debate sobre Linux vs Windows está em falta, mostrando a origem do OS só como uma resposta ao proprietário aos dispendiosos softwares e hardwares da Sun e DEC, e seu crescimento unicamente devido ao servidor web Apache. E Lord as notas que o filme mostra, mas não contesta Torvalds ou Stallman sobre suas observações igualmente hipócrita sobre a controvérsia quanto à nomenclatura GNU/Linux.